# 克利通诺河畔坎佩洛
克利通诺河畔坎佩洛（義大利語：Campello sul Clitunno），是意大利佩鲁贾省的一个市镇。总面积49.82平方公里，人口2536人，人口密度50.9人/平方公里（2009年）。ISTAT代码为054005。